# Castelspina
Castelspina – miejscowość i gmina we Włoszech, w regionie Piemont, w prowincji Alessandria.
Według danych na styczeń 2010 gminę zamieszkiwało 430 osób przy gęstości zaludnienia 78,6 os./1 km².
Przyszedł tutaj na świat włoski duchowny rzymskokatolicki ks. kardynał Giovanni Canestri